# Associação profissional
Uma associação profissional (em alguns países, chamada de corpo profissional, organização profissional ou sociedade profissional) visa promover uma profissão específica, os interesses dos indivíduos envolvidos nessa profissão e o interesse público. 

## Nos Estados Unidos
Nos Estados Unidos, essas associações são normalmente organizações sem fins lucrativos para fins fiscais.
Os papéis das associações profissionais foram definidos de várias maneiras: "Um grupo de pessoas em uma ocupação erudita a quem foi confiada a manutenção do controle ou supervisão da prática legítima da ocupação"; também um organismo que atua "para salvaguardar o interesse público"; organizações que "representam o interesse dos praticantes profissionais", e portanto, "agem para manter sua própria posição privilegiada e poderosa como um órgão de controle".

## No Reino Unido
No Reino Unido, o "Science Council" define um órgão profissional como “uma organização com membros individuais praticando uma profissão ou ocupação na qual a organização mantém uma supervisão do conhecimento, habilidades, conduta e prática dessa profissão ou ocupação”. A "Quality Assurance Agency" (QAA) distingue entre órgãos estatutários e reguladores que "têm poderes mandatados pelo Parlamento para regular uma profissão ou grupo de profissões e proteger o uso de títulos profissionais" e organismos profissionais que "são organizações independentes que supervisionam as atividades de uma profissão específica e representam os interesses de seus membros "e que" podem oferecer registro ou certificação de ocupações não regulamentadas de forma voluntária".
Muitos corpos profissionais estão envolvidos na acreditação de graus, definindo e examinando as habilidades e competências necessárias para exercer uma pessoa e concedendo certificações profissionais para indicar que uma pessoa é qualificada na área de assunto. Às vezes, ser membro de um corpo profissional é sinônimo de certificação, embora nem sempre. A adesão a um corpo profissional, como requisito legal, pode, em algumas profissões, constituir a base formal primária para o acesso e o estabelecimento da prática na profissão.
Muitos corpos profissionais também atuam como sociedades científicas para as disciplinas acadêmicas subjacentes às suas profissões.

## No Brasil
No Brasil, as categorias profissionais possuem duas formas de organização coletiva: a) por meio de associações sem fins lucrativos, que são pessoas jurídicas de direito privado regidas pelo Código Civil; b) nos casos previstos em lei, por meio de conselhos de fiscalização profissionais, que são pessoas jurídicas de direito público, constituídas sob a forma de autarquia vinculada ao governo federal.

### Associações profissionais
As associações profissionais são entidades privadas cuja participação é facultativa aos profissionais da categoria em virtude do princípio da liberdade de associação previsto no inciso XVII do artigo 5º da Constituição Federal. Em razão da previsão constitucional, o profissional não é obrigado a estar inscrito nelas para exercer livremente sua atividade. Como são entidades privadas, elas são livres para estabelecer os requisitos para entrada e saída de seus membros, desde que respeitadas as normas gerais estabelecidas pelo Capítulo II, Título II, do Livro I do Código Civil brasileiro.

### Conselhos de fiscalização profissional
Os conselhos profissionais ou conselhos de profissões regulamentadas são conselhos formados por profissionais de cada profissão, com diretorias eleitas pelos seus associados que representam os interesses de sua profissão. Sua principal atribuição é a de registrar, fiscalizar e disciplinar as profissões regulamentadas. Elas são considerados "autarquia especial ou corporativa". A fiscalização de cada profissão é delegada pela União através da Lei específica de acordo com cada profissão.
Com base no inciso XIII do artigo 5º da Constituição Federal, ao contrário das associações privadas, a inscrição nos conselhos profissionais é requisito obrigatório para o exercício da profissão em território nacional. Cada profissão regulamentada possui requisitos específicos, que vão desde a conclusão, pelo profissional, em curso de educação superior reconhecido pelo Ministério da Educação à aprovação prévia em exame de qualificação. O agente privado que exercer atividades regulamentadas sem preencher os requisitos legais está sujeito à punição pelo crime de exercício ilegal de profissão previsto no artigo 47 da Lei de Contravenções Penais.
Para cada profissão regulamentada é criado um Conselho Federal com sede em Brasília ou alguns antigos com sede na cidade do Rio de Janeiro (ex-capital) e escritório em Brasília. Também existem em cada estado os conselhos regionais ou conselhos que abrangem mais de um estado. Todos estão sob fiscalização contábil e financeira do Tribunal de Contas da União, por força do inciso II do artigo 71 da Constituição Federal.
Ao contrário das associações privadas, a inscrição nos conselhos profissionais é requisito obrigatório para o exercício da profissão em território nacional. Cada profissão regulamentada possui requisitos específicos, que vão desde a conclusão, pelo profissional, em curso de educação superior reconhecido pelo Ministério da Educação à aprovação prévia em exame de qualificação. O agente privado que exercer atividades regulamentadas sem preencher os requisitos legais está sujeito à punição pelo crime de exercício ilegal de profissão.
Para cada profissão regulamentada é criado um Conselho Federal com sede em Brasília ou alguns antigos com sede na cidade do Rio de Janeiro (ex-capital) e escritório em Brasília. Também existem em cada estado os conselhos regionais ou conselhos que abrangem mais de um estado. Todos estão sob fiscalização contábil e financeira do Tribunal de Contas da União, por força do inciso II do artigo 71 da Constituição Federal.

#### Anuidade
Mesmo sendo entidades públicas os conselhos profissionais não fazem parte do Orçamento Geral da União. Eles são dotados de personalidade jurídica de direito público (são autarquia da administração pública indireta) e são autorizados por Lei e/ou por Resoluções dos Conselhos Federais, a criar contribuições (anuidades) que são consideradas obrigatórias e se não forem pagas poderão ser executadas na via judicial.
Caso o profissional venha a ser inadimplente, depois de cobrança judicial e negativação, inclusive na Dívida Ativa da União, corre o risco de ter seu registro profissional cancelado não podendo exercer sua profissão.

#### Lista dos conselhos de fiscalização profissional existentes no Brasil
A tabela abaixo apresenta os conselhos de profissões reconhecidas no Brasil, que são os órgãos que fiscalizam o exercício das ocupações legalmente.
| Profissão                                 | Conselho                                                                                         |
| ----------------------------------------- | ------------------------------------------------------------------------------------------------ |
| Administradores                           | Conselho Federal de Administração (CFA) e conselhos regionais (CRA)                              |
| Advogados                                 | Conselho Federal da Ordem dos Advogados do Brasil (OAB) e conselhos seccionais (OAB/UF)          |
| Arquitetos e urbanistas                   | Conselho de Arquitetura e Urbanismo do Brasil (CAU/BR) e conselhos regionais (CAU/UF)            |
| Assistentes sociais                       | Conselho Federal de Serviço Social (CFESS) e conselhos regionais (CRESS)                         |
| Bibliotecários                            | Conselho Federal de Biblioteconomia (CFB) e conselhos regionais (CRB)                            |
| Biólogos                                  | Conselho Federal de Biologia (CFBIO) e conselhos regionais (CRBIO)                               |
| Biomédicos                                | Conselho Federal de Biomedicina (CFBM) e conselhos regionais (CRBM)                              |
| Contabilistas                             | Conselho Federal de Contabilidade (CFC) e conselhos regionais (CRC)                              |
| Corretores de imóveis                     | Conselho Federal de Corretores de Imóveis (COFECI) e conselhos regionais (CRECI)                 |
| Economistas                               | Conselho Federal de Economia (COFECON) e conselhos regionais (CORECON)                           |
| Economistas domésticos                    | Conselho Federal de Economistas Domésticos (CFED) e conselhos regionais (CRED)                   |
| Profissional de Educação Física           | Conselho Federal de Educação Física (CONFEF) e conselhos regionais (CREF)                        |
| Enfermeiros e obstetrizes                 | Conselho Federal de Enfermagem (COFEN) e conselhos regionais (COREN)                             |
| Engenheiros e agrônomos                   | Conselho Federal de Engenharia e Agronomia (CONFEA) e conselhos regionais (CREA)                 |
| Estatísticos                              | Conselho Federal de Estatística (CONFE) e conselhos regionais (CONRE)                            |
| Farmacêuticos                             | Conselho Federal de Farmácia (CFF) e conselhos regionais (CRF)                                   |
| Fisioterapeutas e terapeutas ocupacionais | Conselho Federal de Fisioterapia e Terapia Ocupacional (COFFITO) e conselhos regionais (CREFITO) |
| Fonoaudiólogos                            | Conselho Federal de Fonoaudiologia (CFFa) e conselhos regionais (CREFONO)                        |
| Médicos                                   | Conselho Federal de Medicina (CFM) e conselhos regionais (CRM)                                   |
| Médicos veterinários e zootecnistas       | Conselho Federal de Medicina Veterinária (CFMV) e conselhos regionais (CRMV)                     |
| Museólogos                                | Conselho Federal de Museologia (COFEM) e conselhos regionais (COREM)                             |
| Músicos                                   | Ordem dos Músicos do Brasil (OMB)                                                                |
| Nutricionistas                            | Conselho Federal de Nutrição (CFN) e conselhos regionais (CRN)                                   |
| Odontólogos                               | Conselho Federal de Odontologia (CFO) e conselhos regionais (CRO)                                |
| Psicólogos                                | Conselho Federal de Psicologia do Brasil (CFP) e conselhos regionais (CRP)                       |
| Químicos                                  | Conselho Federal de Química (CFQ) e conselhos regionais (CRQ)                                    |
| Relações-públicas                         | Conselho Federal de Relações Públicas (CONFERP) e conselhos regionais (CONRERP)                  |
| Representantes comerciais                 | Conselho Federal dos Representantes Comerciais (CONFERE) e conselhos regionais (CORE)            |
| Técnico em radiologia                     | Conselho Nacional de Técnicos em Radiologia (CONTER) e conselhos regionais (CRTR)                |
| Técnicos industriais                      | Conselho Federal dos Técnicos Industriais (CFT) e conselhos regionais (CRT)                      |
| Técnicos Agrícolas                        | Conselho Federal dos Técnicos Agrícolas (CFTA) e conselhos regionais (CRTA)                      |